# Rotax 912

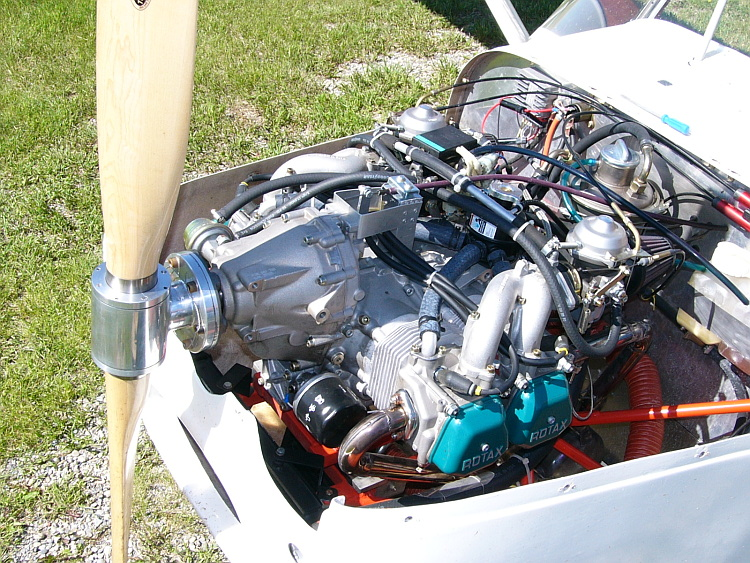
Rotax 912ULS installé sur un Blue Yonder Merlin EZ.

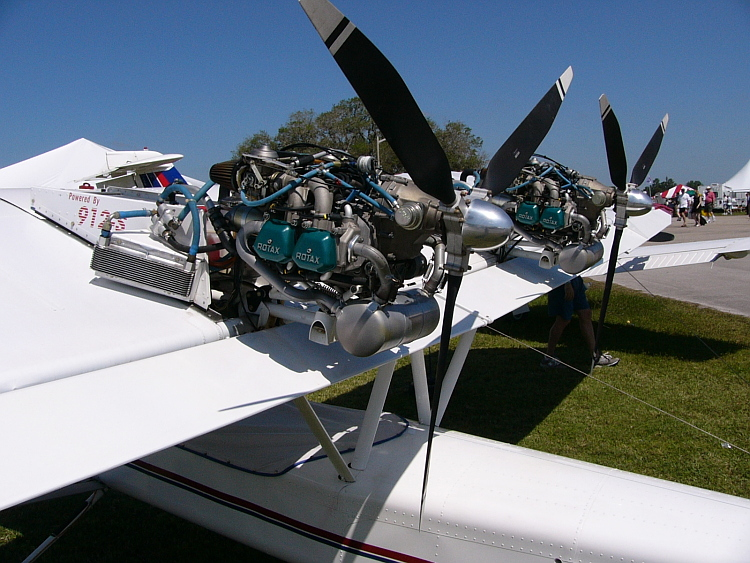
Installation en push de 2 Rotax 912ULSs sur un Leza-Lockwood AirCam.

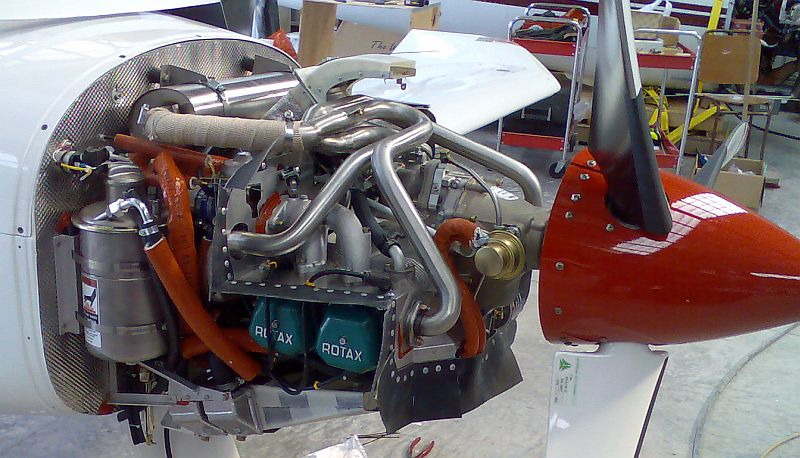
Rotax 912ULS installé sur un Dyn'Aéro MCR01 équipé d'une hélice 3 pales à pas constant.

Le Rotax 912 est un moteur à explosion avec refroidissement mixte air (cylindres) - eau (culasses). Couramment utilisé sur les ULM, les avions légers et des drones, c'est un quatre cylindres boxer, quatre temps, équipé d'un réducteur à engrenages amenant le régime de rotation de l'hélice à 2 387 tr/min au régime de puissance maximale moteur de 5 800 tr/min.

## Développements
Les versions initiales étaient :
- de 80 ch (60 kW) à 5 800 tr/min, cylindrée 1 211,2 cm3 (alésage 79,5 mm, course 61 mm), taux de compression 9:1 et 103 N m de couple à 4 800 tr/min ;
- suivie d'une variante 100 ch (75 kW) à 5 800 tr/min, 1 352 cm3 (alésage 84 mm, course 61 mm), taux de compression 11:1 et 128 N m de couple à 5 100 tr/min (arbre à cames plus incisif).

Le 912 est utilisé dans les avions certifiés. La version 100 ch (75 kW) est utilisée par de nombreux aéronefs de l'aviation légère. La version 80 ch (60 kW) est suffisante pour motoriser la nouvelle génération de motoplaneurs, comme le Sinus de Pipistrel et le Lambada de Urban Air.

## Versions
Le moteur est disponible dans les versions suivantes :
Certifiées :
- 912 A# - Certifiée sous la norme JAR 22, 80 ch ;
- 912 F# - Certifiée sous la norme FAR 33, 80 ch ;
- 912 S# - Certifiée sous la norme FAR 33, 100 ch ;
- 912 iSc# - Certifiée, injection, 100 ch.

Non certifiées :
- 912 UL# - 80 ch ;
- 912 ULS# - 100 ch ;
- 912 ULSFR# - 100 ch et 80 ch maximum en régime continu. Cette version respecte l'ancienne limitation réglementaire française de la catégorie ULM (changement de réglementation depuis 2011) ; ce moteur est reconnaissable à ses culasses bleues.
- 912 iS# - injection, 100 ch.

Avec # pouvant prendre les valeurs 2, 3 ou 4 :
- 2 : hélice à pas fixe
- 3 : hélice à pas variable avec un régulateur hydraulique
- 4 : hélice à pas variable prêt pour accueillir un régulateur hydraulique (sauf versions iS).

## Spécifications (Rotax 912 UL/A/F)
pour la version UL :
- cylindrée 1 211,2 cm3 / 79 ch à 5 500 tr/min en continu (80 ch à 5 800 tr/min pendant 5 min max) ;
- 4 cylindres opposés 4-temps avec un refroidissement liquide (culasses) et air (cylindres) ;
- lubrification à carter sec avec réservoir d’huile séparé ;
- réglage automatique des 8 soupapes avec poussoirs hydrauliques ;
- 2 carburateurs ;
- pompe à essence mécanique ;
- double allumage électronique (D.C.D.I.Ducati) ;
- démarreur électrique intégré ;
- réducteur intégré

## Utilisations
Le Rotax 912 est utilisé sur de nombreux aéronefs dont :
- AC Mobil 34 Chrysalin
- Aero AT-3
- Aero Bravo Bravo 700
- AeroMobil
- Aeromot AMT 200 Super Ximango
- Aeroprakt A-22
- Aerospool WT9 Dynamic
- Aerotech Innovation Risen
- Alisport Yuma
- APM 20 Lionceau
- APM 30 Lion
- Aquila AT01
- Baykar Bayraktar TB2
- Best Off Nynja
- Best Off Skyranger
- Blackshape Prime
- Blackwing BW 600
- BRM Aero Bristell
- Buzzman L'il Buzzard
- Colomban MC-100
- CSA SportCruiser
- Diamond DA20
- Dyn'Aéro MCR 01
- Dyn'Aéro MCR 4S
- Dyn'Aéro Twin-R
- EDM Aerotec CoAX 2R
- Elixir Aircraft Elixir
- Europa XS
- Evektor SportStar
- Fournier RF-9
- G1 Aviation G1
- Humbert Aviation Tétras
- Icon A5
- ICP Savannah
- JMB VL-3 Evolution
- La Mouette-ORYX16.9
- LH-10 Ellipse
- LISA Airplanes Akoya
- Norman Aviation J6 Karatoo
- Pipistrel Virus
- Shark.Aero Shark UL
- Splash-In Aviation Petrel-X
- Tecnam P2002 JF
- Tecnam P2006T
- Tecnam P-Mentor
- TL-Ultralight Stream